# 네슬라우-노이 장크트요한역
네슬라우-노이 장크트요한역(독일어: Bahnhof Nesslau-Neu St. Johann)은 스위스 장크트갈렌주의 네슬라우에 있는 기차역이다. 보덴제-토겐부르크 철도의 남쪽 종점이며, 지역 열차로만 운행된다.

## 운행편
네슬라우-노이 장크트요한은 장크트갈렌 S-반의 S2에서 운행된다.
- S2 : 알트슈테텐 SG까지 보덴제-토겐부르크 철도를 통해 운행.